# Лу Шанлей
Лу Шанлей (кит.: 卢尚磊; нар. 10 липня 1995) — китайський шахіст, гросмейстер і чемпіон світу серед юніорів 2014 року.

## Кар'єра
2010 року Лу грав на китайську збірну (разом з Ю Ян'ї, Ван Чень і Ван Юе), яка виграла 5-й Кубок Володимира Дворковича, змагання юніорських команд, що проходили в Москві.
У жовтні 2011 року ФІДЕ нагородила його званням гросмейстера (ГМ). Він виконав гросмейстерські норми того ж року на таких змаганнях, як Чемпіонат Азії в Мешхеді (Іран), і 2-й кубок Просперо Пічая в Subic Bay Freeport Zone (Філіппіни).
У серпні 2011 року Лу прийшов другим, відставши від ГМ Лі Шилуна, на 8-му Дато Артур Тан Малайзія опен в Куала-Лумпурі.
Наступного року виграв 1-й Гранд Європа опен у Золотих Пісках (Болгарія).
У 2013 році виступав за чоловічу збірну Китаю в матчі Китай-США в Нінбо (Китай). Матч виграли китайці.
У червні 2014 року на Чемпіонаті в світу зі швидких шахів і рапіду, який відбувся в Дубаї, Лу був єдиним, хто здобув перемогу в бліц-партії проти майбутнього переможця, Магнуса Карлсена.
У жовтні 2014 року Лу виграв Чемпіонат світу серед юніорів у Пуне (Індія) з результатом 10/13. Завдяки цій перемозі він пройшов кваліфікацію на Кубок світу 2015. Наступного місяця взяв участь у 8-му Kings Tournament у Медіаші (Румунія). Це був матч між командами Китаю та Румунії, який пройшов за схевенінгенською системою. Показав найкращий результат у першому бліц-турнірі, набравши 6,5 із 9 очок, і допоміг китайській команді (Лу, Ні Хуа, Ван Юе, і Вей І) виграти матч, набравши 3/4 у партіях з класичним контролем часу.
У квітні 2015 року посів четверте місце на «Аерофлот опен» у Москві, і друге на Аерофлот бліц-турнірі.
У червні 2015 року виграв два бліц-турніри в Болгарії, Золоті Піски Бліц і Албена Бліц, обидва з результатом 9/11.
Наступного місяця Лу допоміг китайській команді виграти 9-й китайсько-російсько матч, що пройшов за схевенінгенською системою. На Кубку світу 2015 він вибив з подальшої боротьби Олександра Моїсеєнка і Ван Хао в першому і другому раундах відповідно, потім у третьому раунді його переміг Веселин Топалов після першої серії тай-брейку.
2016 року Лу Шанлей виграв чемпіонат Азії з бліцу в Ташкенті, а також Serbian Open.